# Antidesma montis-silam
Antidesma montis-silam är en emblikaväxtart som beskrevs av Airy Shaw. Antidesma montis-silam ingår i släktet Antidesma och familjen emblikaväxter. Inga underarter finns listade i Catalogue of Life.